# Robin Wagner
Robin Wagner (Zábřeh, 8 de febrero de 1993) es un deportista checo que compite en ciclismo en la modalidad de pista. Ganó una medalla de bronce en el Campeonato Europeo de Ciclismo en Pista de 2015, en la prueba del kilómetro contrarreloj.

## Medallero internacional
| Campeonato Europeo | Campeonato Europeo | Campeonato Europeo | Campeonato Europeo |
| Año                | Lugar              | Medalla            | Competición        |
| ------------------ | ------------------ | ------------------ | ------------------ |
| 2015               | Grenchen (Suiza)   | Medalla de bronce  | 1 km contrarreloj  |